# Les Grandes-Loges
Les Grandes-Loges é uma comuna francesa na região administrativa do Grande Leste, no departamento de Marne. Estende-se por uma área de 12.82 km², e possui 275 habitantes, segundo o censo de 2018, com uma densidade de 21 hab/km².